# Ulica Dmitrijevskogo (stanice metra v Moskvě)
Ulica Dmitrijevskogo (rusky Улица Дмитриевского) je stanice moskevského metra na Někrasovské lince, která byla zprovozněna dne 3. června 2019 v rámci úseku Kosino - Někrasovka. Stanice je pojmenována podle přilehlé ulice.

## Charakter stanice
Stanice Ulica Dmitrijevskogo se nachází ve čtvrti Kosino-Uchtomskij (Косино-Ухтомский) mezi Saltykovskou ulicí (Салтыковская улица) a ulicí Taťány Makarovoj (Улица Татьяны Макаровой) podél ulice Dmitrijevskogo v blízkosti jejího křížení s ulicí Nataši Kučujevskoj (Улица Наташи Качуевской) na hranici 1. mikrorajonu Žulebina. Stanice disponuje jedním - západním - podzemním vestibulem, který má tři východy k rezidenční zástavbě 1. mikorajonu Kožuchovo, k ulicím Dmitrijevskogo a Saltykovské. Je zde naplánováno vytvoření dopravně-přestupního uzlu. Východní vestibul byl dostavěn pouze ve formě evakuačního východu.
Podoba stanice se odkazuje na měsíční dráhu, přičemž hlavní barvy ve výzdobě stanice jsou šedá, béžová a světle hnědá. Podlaha nástupiště a vestibulu je pokryta žlutočernou žulou, uspořádanou do geometrického vzoru. Kolejové stěny jsou obloženy metalokeramickými panely ve smaragdové barvě. Střední část stropu stanice má reflexní povrch, sloupy jsou vybaveny osvětlením. Nad kolejemi jsou ventilační kanály, ve kterých blíže k okraji nástupiště jsou zabudována LED svítidla.